# 청도 덕사 명부전 석조지장삼존상 및 시왕상
청도 덕사 명부전 석조지장삼존상 및 시왕상(淸道 德寺 冥府殿 石造地藏三尊像 및 十王像)은 대한민국 경상북도 청도군 화양읍 소라리, 덕사에 있는 조선시대의 불상이다. 2007년 4월 30일 경상북도의 유형문화재 제400호로 지정되었다.

## 개요
명부란 사람이 죽어서 머물러야 하는 곳이고 명부전은 죽은 자의 천도를 위해 마련된 공간이다.
이 곳 명부전의 중심에는 지장보살좌상을 중심으로 입상의 무독귀왕과 도명존자가 삼존으로 모셔져 있고 그 좌우로 椅子像인 10구의 시왕상과 녹사1구, 판관 1구, 사자 2구, 동자상 10구 등 총 28구가 배열되어 있다.
복장 연기문에 따르면 이들은 청도 화악산 천주사에 봉안되었던 불상이였는데 언제인지는 모르나 덕사로 옮겨져 봉안되어 있다.
지장보살좌상은 손에 보주를 들고 있으며 젊은 승려모습인 도명존자는 합장을 하고 무독귀왕은 관을 쓰고 홀을 들고 있다. 죽은자의 생전의 업을 심판하는 시왕들은 의자에 앉은 자세이며 판관, 녹사, 사자 외 10구의 동자상은 벼루, 과실 등의 다양한 공양물을 들고 자유로운 자세를 취하고 있다.
재료는 불석재이며 1678년(숙종4년)에 제작된 것으로 조선조 불석제 불상 중 연대가 올라가는 귀한 작품이라 할 수 있다.
불상의 복장에서 묘법연화경 등 경전 4책과 발원문(종이. 43.5×52)이 확인되어 함께 문화재로 지정되었다.

## 같이 보기
- 덕사

## 참고 자료
- 청도 덕사 명부전 석조지장삼존상 및 시왕상 - 국가유산청 국가유산포털